# Henry Pelham-Clinton (5e duc de Newcastle)
Henry Pelham Fiennes Pelham-Clinton (22 mai 1811 - 18 octobre 1864), appelé comte de Lincoln avant 1851, puis duc de Newcastle, est un homme politique britannique. 

## Biographie
Il est le fils de Henry Pelham-Clinton (4e duc de Newcastle), de son épouse Georgina Elizabeth, fille d'Edward Miller-Mundy. Il fait ses études au Collège d'Eton et à Christ Church, Oxford, où il obtient son baccalauréat en 1832 et est créé DCL en 1863. 

## Carrière politique
Il est élu au Parlement pour le South Nottinghamshire en 1832, poste qu'il occupe jusqu'en 1846, puis représente Falkirk Burghs jusqu'en 1851, date à laquelle il succède à son père comme duc. D'abord conservateur, il est sert sous Robert Peel en tant que premier commissaire de eaux et Forêts de 1841 à 1846 et de Secrétaire en chef pour l'Irlande en 1846, alors que les effets de la Grande Famine en Irlande commencent à se faire sentir. Il est admis au Conseil privé britannique en 1841 et au Conseil privé d'Irlande le 14 février 1846. 
Il rejoint les Peelites en 1846 et exerce des fonctions dans le gouvernement de coalition de Lord Aberdeen en qualité de secrétaire d'État à la Guerre et aux Colonies en 1852, et en tant que secrétaire d'État à la Guerre du 12 juin 1854 au 1er février 1855. il démissionne pendant la guerre de Crimée. 

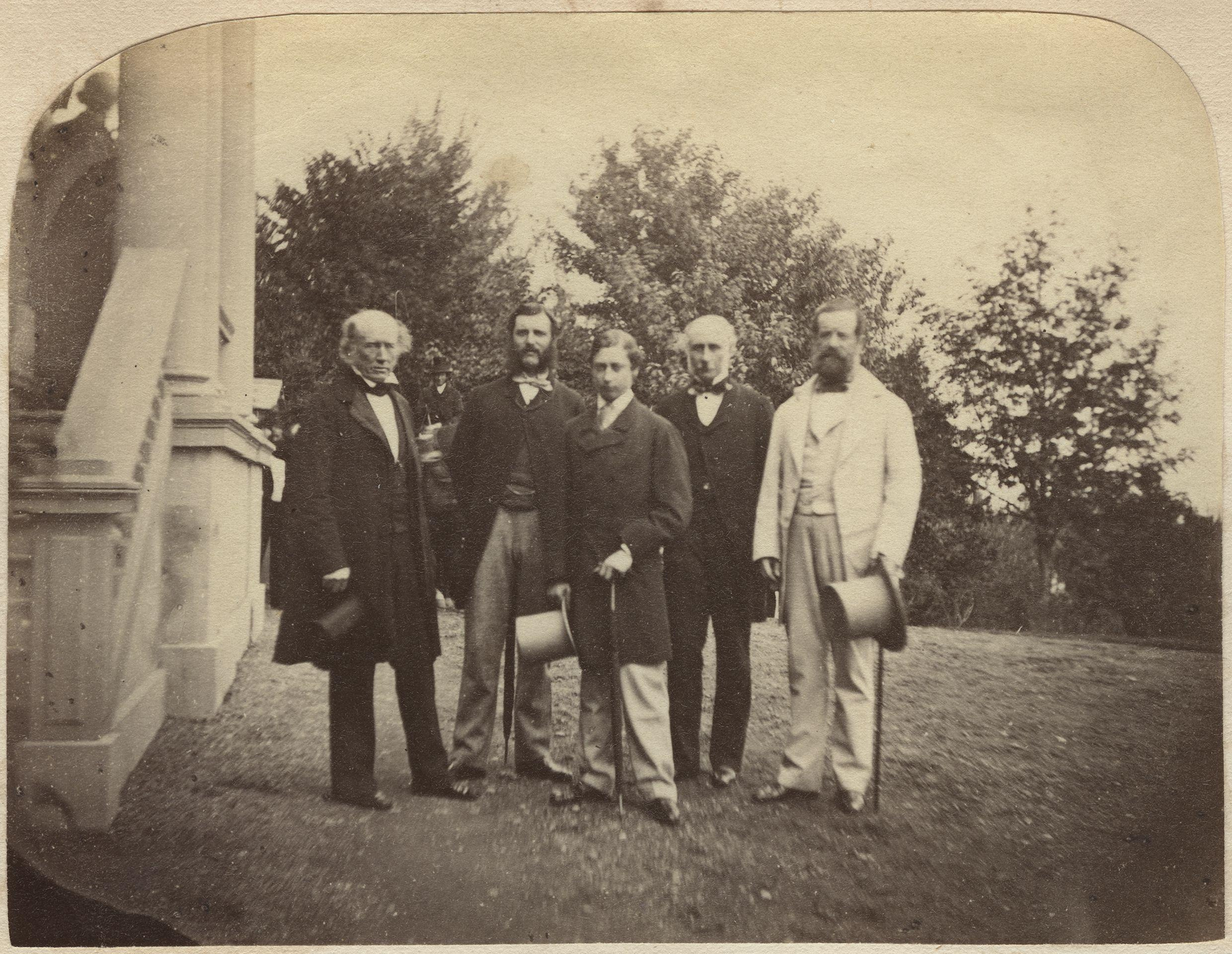
Le duc de Newcastle (à droite) avec Edmund Walker Head, Sir Christopher Teesdale, le prince de Galles et Robert Bruce.

Du 18 juin 1859 à avril 1864, il est secrétaire d'État aux colonies dans le gouvernement libéral de Lord Palmerston. En 1860, alors qu'il occupe ce poste, il se rend au Canada et aux États-Unis, en compagnie du prince de Galles. Outre sa carrière politique, il occupe également les postes honorifiques de Lord Lieutenant du Nottinghamshire de 1857 à 1864 et de Lord Warden of the Stannaries de 1862 à 1864. Il est fait chevalier de la jarretière le 17 décembre 1860. 
Il est membre de la Canterbury Association depuis le 27 mars 1848. Après être devenu duc, il rejoint le comité de direction de l'association le 29 janvier 1851. En 1849, l'arpenteur en chef de l'Association de Canterbury, Joseph Thomas, donne son nom à la future ville de Lincoln, en Nouvelle-Zélande, en son honneur. L'université de la ville est également nommée d'après Lord Lincoln  . 

## Famille
Newcastle épouse Susan Hamilton (9 juin 1814 - 28 novembre 1889), fille d’Alexander Hamilton (10e duc de Hamilton), le 27 novembre 1832. Ils ont cinq enfants: 
- Henry Pelham-Clinton (6e duc de Newcastle) (25 janvier 1834 - 22 février 1879), épouse Henrietta Adela Hope (11 avril 1843 - 8 mai 1913) le 11 février 1861 et a cinq enfants.
- Edward Pelham-Clinton (11 août 1836 - 9 juillet 1907), qui épouse Matilda Jane Cradock-Hartopp (décédée le 23 octobre 1892) le 22 août 1865.
- Lady Susan Charlotte Catherine Pelham-Clinton (7 avril 1839 - 6 septembre 1875), qui épouse Lord Adolphus Vane-Tempest (2 juillet 1825 - 11 juin 1864) le 23 avril 1860. Elle est une maîtresse d'Édouard VII quand il est prince de Galles.
- Arthur Pelham-Clinton (23 juin 1840 - 18 juin 1870) décédé, peut-être par suicide, après avoir été inculpé dans l'affaire Boulton et Park[4].
- Albert Sidney Pelham-Clinton (22 décembre 1845 - 1er mars 1884), qui épouse Frances Evelyn Stotherd le 17 novembre 1870; ils divorcent en 1877.

Le mariage est malheureux et le duc et la duchesse divorcent en 1850, après un scandale considérable quand la duchesse s'est enfuie avec Horatio Walpole, Lord Walpole et a un enfant illégitime avec lui. Newcastle est décédé en octobre 1864, à l'âge de 53 ans, et son fils aîné, Henry, lui succède. 
Ses papiers sont maintenant conservés aux manuscrits et collections spéciales de l'Université de Nottingham.